# خراشاد
خُراشاد روستایی است واقع در ۲۴ کیلومتری جنوب شرقی بیرجند و واقع در استان خراسان جنوبی. این روستا به سبب نخبه پروری، صنایع دستی و نیز زیبایی طبیعی شهرت دارد.

## نام
نام خُراشاد، نامی یگانه بوده و بنا به گفته محمد اسماعیل رضوانی (پدر علم تاریخ معاصر ایران که خود زاده این روستا بود) برگرفته از زبان پهلوی و به معنی محل طلوع خورشید است.
دلیل این نامگذاری، واقع شدن این روستا در میان دره‌ای شرقی-غربی است که از شرق به کوهستان باقران و از غرب به دشت خراشاد ختم می‌گردد. با توجه به واقع شدن این روستا در ابتدای دره، از نظر مردم محلی، اولین روستای از مجموعه روستاهای واقع در دره خراشاد می‌بوده که خورشید بدان می‌تابیده‌است.
دکتر رضوانی در مصاحبه اش در سال ۱۳۶۷ با کیهان فرهنگی می‌گوید:
خراشاد گویش دیگری است از کلمه خورشید، که من آن را در الاتنبیه و الاشراف پیدا کردم. در جایی که اقالیم سبعه را تقسیم می‌کنند به سیارات سبعه می‌گویند:الاقلیم رابع للشمس و هو بالفارسیه خرشاد.
در گویش محلی، نام این روستا خُرَشاد تلفظ می‌گردد.

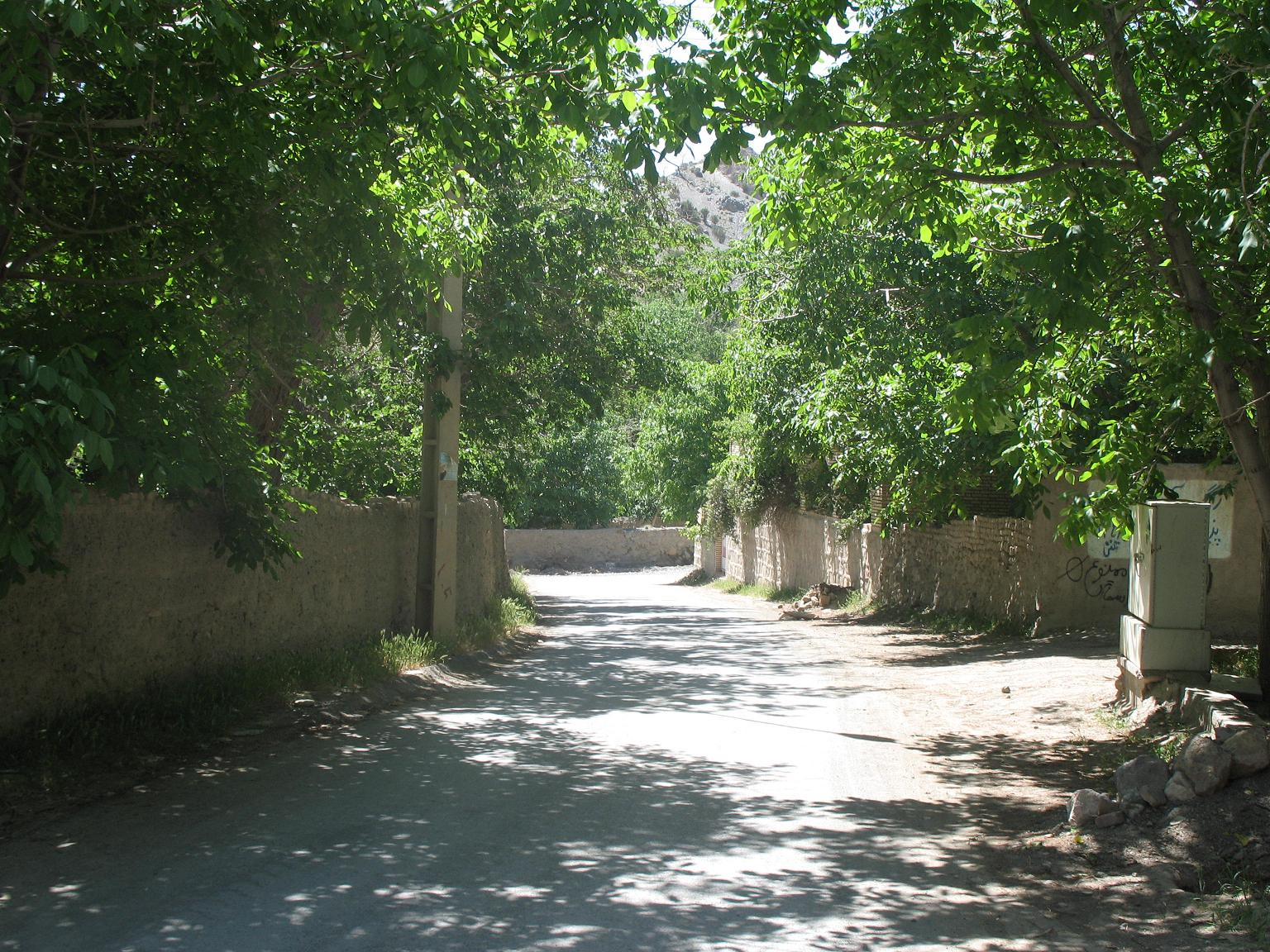
تصویری از ورودی خراشاد

## تاریخچه
تاریخچه روستای خراشاد، به پیش از اسلام بازمی‌گردد. وجه تسمیه این روستا، خود نشان از تاریخ چند هزار ساله این روستا دارد.
وجود آثاری مانند قبرستان زرتشتی‌ها (گبرها) در نزدیکی کاریز خراشاد، قلعه و تونلهای زیر زمینی (که برای مقابله با یورش ترکمنها ساخته شده‌اند)∗، واقع شدن در ۴ کیلومتری روستای کوچ و نگاره‌های لاخ مزار و… نیاز به اکتشافات و پی جویی‌های باستان‌شناسی را بیش از پیش نشان می‌دهد.
در لغت‌نامه دهخدا در سال ۱۳۴۵ در مورد خراشاد چنین نوشته شده‌است:
قریه‌ای است از زیر مجموعه روستای آباد و زیبای نصرآباد شهرستان بیرجند، واقع در سی هزار گزی جنوب بیرجند. این ناحیه کوهستانی با آب و هوای معتدل و ۹۲۸ تن سکنه فارسی‌زبان است. آب آن از قنات و محصولاتش غلات، زعفران و سردرختی است. اهالی به کشاورزی و قالی بافی گذران می‌کنند و راه آن مال رو است. مزرعه گنج‌آباد و میرزاملک و علی‌آباد و سالم آباد جزء آن است. در آنجا دفتر ازدواج و طلاق و دبستان وجود دارد.
در درهٔ خراشاد روستاهای گنج‌آباد، سالم آباد، علی‌آباد و میرزاملک، نصرآباد، ملک‌آباد، کفکی و برزج واقع شده‌اند.

### قلعه خراشاد
این قلعه تحت شماره ۱۷۰۶۴ و در سال ۱۳۸۵ در فهرست آثار ملی ایران ثبت گردیده‌است.

## جمعیت
جمعیت آن در سال ۱۳۴۵ برابر با ۹۲۸ نفر بوده‌است. تعداد سکنه آن طبق آمار سرشماری سال ۱۳۸۵ مرکز آمار ایران برابر با ۲۳۲ خانوار و معادل ۷۵۷ نفر بوده که به همراه گنج‌آباد، علی‌آباد، سالم آباد و میرزا ملک، بالغ بر ۸۰۰ نفر می‌گردد که از این تعداد قریب ۷۸ درصد (۶۲۰ نفر) باسواد می‌باشند.
این روستا از روستاهای مهاجرپذیر استان خراسان جنوبی است که هرساله خانوارهایی از مرکز استان به این روستا مهاجرت و در آن ساکن می‌گردند.

## اقلیم
این روستا به دلیل قرارگرفتن در رشته کوه باقران، دارای آب و هوایی معتدل و کوهستانی است که به همراه سرسبزی و زیبایی و نیز وجود کوه‌های سبز رنگ افیولیتی، روستا، چهره‌ای ییلاقی و تفرجگاهی به خود گرفته‌است به‌طوری‌که به نام طرقبه بیرجند شناخته می‌شود.
در سالهای اخیر، ساخت و ساز ویلاهای تفریحی و اقامتگاهی رشد فزاینده‌ای گرفته‌است. این ویلاها که توسط اشخاص و برخی از سازمان‌ها ساخته شده‌اند، نقش تفرجگاهی خراشاد را پررنگ تر نموده‌اند.

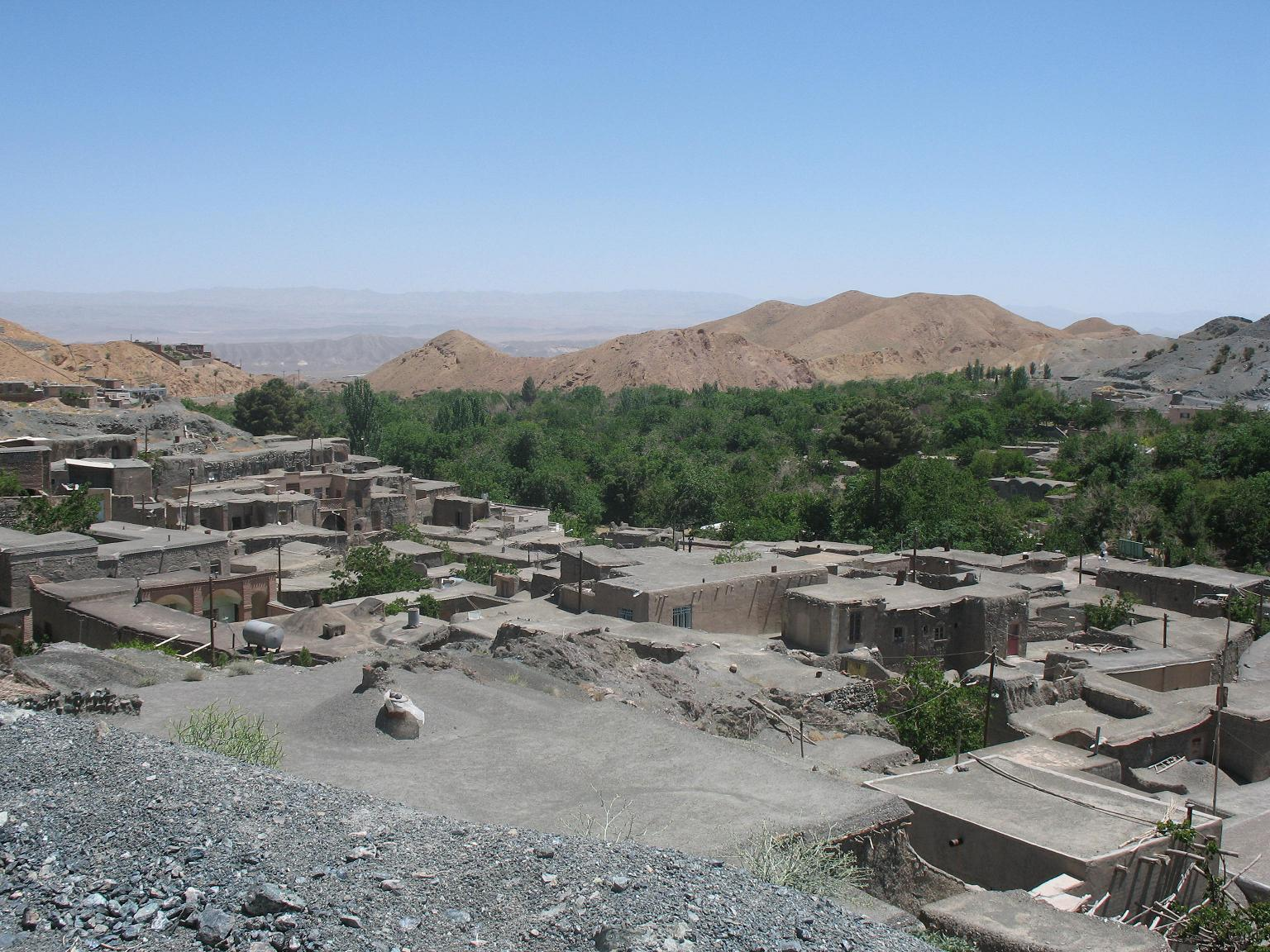
تصویری از باغهای خراشاد

دیدن نماهای سنگی، شیشه‌های رفلکس و آخرین امکانات معماری در روستاها و در کنار ساخت و سازهای قدیمی گذر شتابان قافله تمدن را به یاد می‌آورد.
برخی از ساکنان خراشاد خانه‌های ویلایی ساخته و در فصول گرم سال و گاهی برای فعالیت‌های کشاورزی به روستا بازمی‌گردند، یعنی خانه‌هایی در شهر و زندگی ییلاق - قشلاق دارند.

## مردم‌شناسی
مردم خراشاد به زبان فارسی و گویش بیرجندی سخن می‌گویند.
از ویژگی‌های جالب توجه این روستا، پرورش افراد موفق بسیاری در زمینه‌های علمی، فرهنگی و اقتصادیست که بسیار بیشتر از ظرفیت یک روستا ۱۰۰۰ نفریست. به‌طوری‌که این منطقه را به مانند منطقه فراهان در استان مرکزی به عنوان یک روستای نخبه پرور در سطح ایران معرفی نموده‌است.

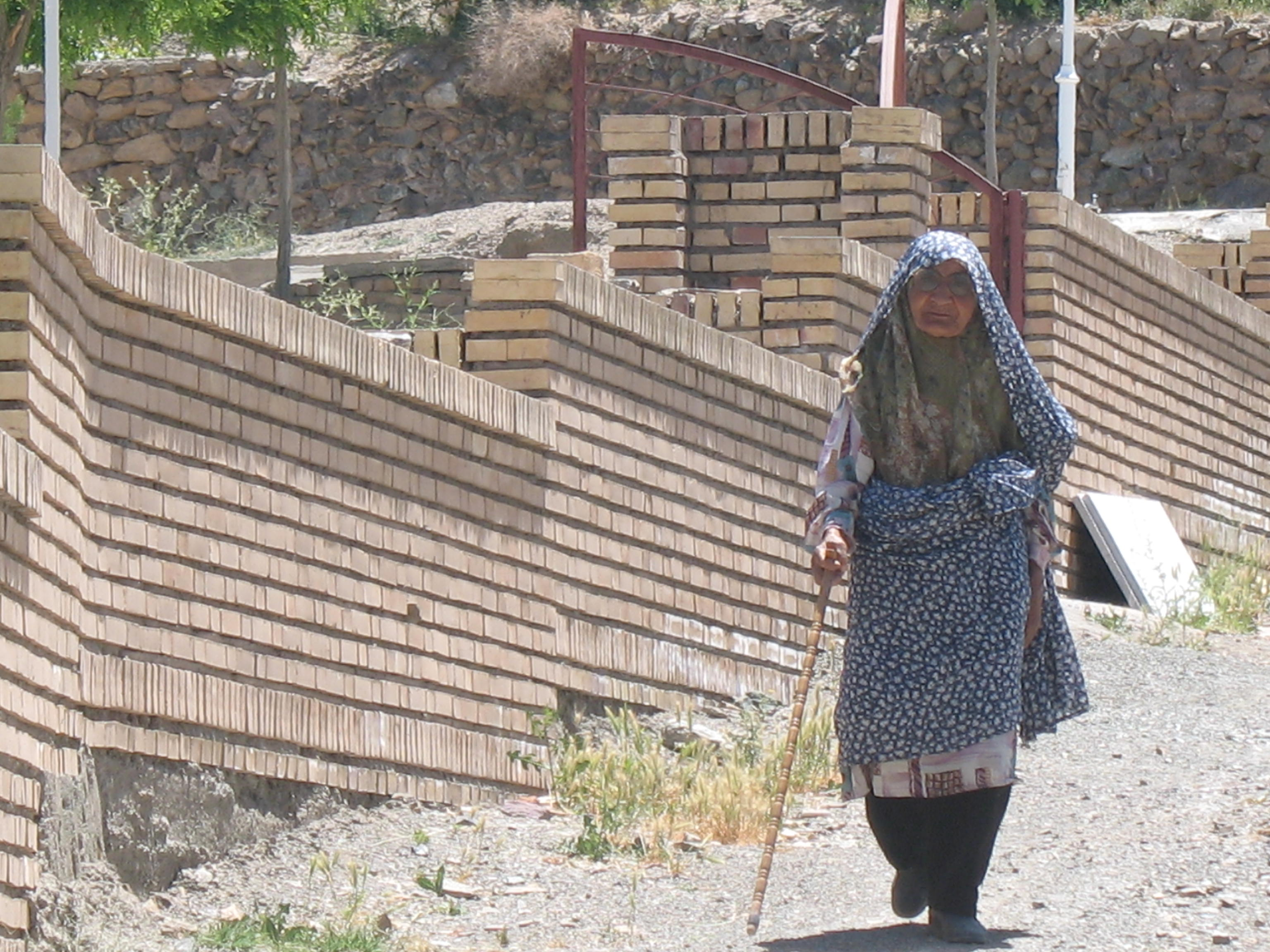
پیرزنی از اهالی خراشاد

## آموزش
خراشاد دارای مدرسه در سه مقطع ابتدایی، راهنمایی و دبیرستان می‌باشد.
اولین دبستان در منطقه، به نام دبستان دقیقی در سال ۱۳۲۲ به همت دکتر محمد اسماعیل رضوانی در این روستا ساخته شد و نقش به سزایی در پرورش نخبگان این منطقه داشته‌است.
این دبستان در سال ۱۳۹۳ به عنوان نخستین مدرسه در استان خرسان جنوبی به سیستم هوشمند آموزشی مجهز گردید.
مدرسه راهنمایی خراشاد در سال ۱۳۵۴ تأسیس گردید.
محوریت روستا سبب شده‌است که دانش آموزان پسر مقاطع راهنمایی و متوسطه سایر روستاها به خراشاد مراجعه نموده و در خوابگاه دانش آموزی مستقر شوند. این خوابگاه ویژه دانش آموزان راهنمایی است اما پسران دبیرستانی نیز در محل حضور دارند.

## حرفه
مردم منطقه بیشتر به کشاورزی، دامداری، قالی بافی، گلیم بافی و توبافی (پارچه بافی سنتی) اشتغال داشته و از زعفران، زرشک، عناب، توت، گردو و زردآلو، می‌توان به عنوان محصولات عمده کشاورزی خراشاد نام برد. شیخ محمد ابراهیم قدسی در وصف توت خراشاد می‌گوید:….
نُقلی که خدا نموده ایجاد….
بی آنکه رسد به دست قناد….
سیبی است که هست در سمرقند….
توتی است که هست در خراشاد….

تصویری از غرب خراشاد

علاوه بر اشتغال در بخش کشاورزی و دامداری، در سالیان اخیر با رشد بخش صنعتی در خراشاد و احداث واحدهای صنعتی مانند کشتارگاه صنعتی، مرغداری، بسته‌بندی چای، مصالح ساختمانی و … , در این بخش هم اشتغال زایی صورت گرفته‌است. به‌طوری‌که صنعت مرغداری در جنوب خراسان، نخستین بار توسط برخی از نخبگان اقتصادی این منطقه با تأسیس نخستین مرغداری در خراشاد، گسترش یافته و در حال حاضر ۱۲ مرغداری فعال در سطح روستا مشغول تولید هستند.
همچنین بانوان خراشاد با تأسیس شرکت تعاونی روستایی زنان خراشاد و ارائه خدمات در زمینه تهیه موارد مورد نیاز معیشتی و حرفه‌ای اعضا، تأمین اعتبارات و وامهای مورد نیاز و ارائه خدمات به منظور بهبود امور حرفه‌ای، نقش قابل توجهی در گسترش اشتغال زایی در منطقه ایفا می‌کنند. به‌طوری‌که به عنوان یکی از فعالترین تعاونی‌های روستایی در سطح استان شناخته شده‌است.

### صنایع دستی
خراشاد به عنوان نخستین روستای هدف صنایع دستی کشور از سوی سازمان میراث فرهنگی و گردشگری معرفی شده‌است.
پارچه بافی سنتی خراشاد یا توبافی به زبان محلی، یکی از مهم‌ترین صنایع دستی استان خراسان جنوبی است به‌طوری‌که به عنوان تنها صنایع دستی این استان، نامزد دریافت مهر اصالت از سازمان میراث فرهنگی و گردشگری کشور شده‌است.
در خراشاد تقریباً تمامی بانوان به شغل بافندگی مشغول هستند. حتی بانوان دانشجو یا شاغل که موقتاً در بیرجند اقامت دارند در ایام تعطیلات که به خراشاد بازگشته و به هنر بافندگی می‌پردازند.

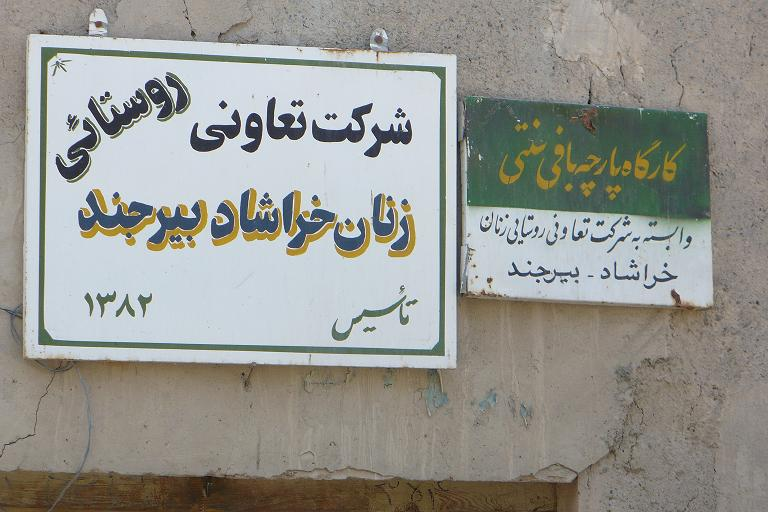
شرکت در سال ۱۳۸۲ تأسیس گردید

شرکت تعاونی روستایی زنان خراشاد کلیه محصولات را از هنرمندان خریداری و به اقصا نقاط کشور ارسال می‌نماید شرکت در سال ۱۳۸۲ تأسیس و در حال فعالیت می‌باشد.

## امکانات
خراشاد، دارای بیمارستان روستایی، مخابرات، خانه بهداشت، تعاونی‌هایروستایی، حسینیه، مسجد، دفاتر پست، بیمه، بانک، کانون‌های فرهنگی، تربیتی و ورزشی، دبستان، راهنمایی، دبیرستان، خوابگاه دانش آموزی و… می‌باشد.

حسینیه خراشاد

با وجود اینکه خراشاد به عنوان روستایی ثروتمند و بی‌نیاز مشهور شده با این حال برخی مردم روستا همچنان در محرومیت به سر می‌برند و روستا با مشکلاتی چون عدم اجرای طرح هادی، شبکه فاضلاب، عدم مشارکت سازمان‌های مربوطه مانند محیط زیست در ایجاد محلی برای دفن زباله روبرو می‌باشد.. .

## افراد سرشناس
- محمد اسماعیل رضوانی (استاد سابق تاریخ دانشگاه تهران و پدر تاریخ معاصر ایران)
- مرتضی حسن پور فرد خراشاد (اولین پرستار مرد در ایران و عضو هیئت علمی دانشکده پرستاری دانشگاه علوم پزشکی مشهد)
- محمدرضا حافظ نیا (استاد جغرافیای سیاسی دانشگاه تربیت مدرس)
- علی حسینی تاش (عضو هیئت علمی و رئیس دانشگاه امام حسین)
- احمد خسروی خراشاد (پزشک متخصص داخلی و اولین شهید مدافع سلامت در زمان کرونا در مشهد و استاد و عضو هیات علمی دانشگاه علوم پزشکی مشهد)

## روستای خراشادی
این روستا که در استان سیستان و بلوچستان واقع شده، چندین دهه پیش، توسط یکی از مهاجرین خراشادی به نام حاج محمد خراشادی، که بعدها یکی از تجار و ملاکین بزرگ زابل شد، و برپایه عشق و علاقه‌ای که به موطن خویش داشت، ساخته شده‌است.
روستای خراشادی یکی از روستاهای بزرگ زابل بوده و طبق سرشماری ۱۳۸۵، جمعیت آن بالغ بر ۱۴۳۴ نفر است.
== منابع
1. ↑  «خراشاد، روزنامه خراسان، ۳۰/۰۲/۸۷». بایگانی‌شده از اصلی در ۲۲ دسامبر ۲۰۱۵. دریافت‌شده در ۱۸ دسامبر ۲۰۰۸.
2. 1 2  . خبرگزاری میراث آریا. ۱۳۸۸ https://web.archive.org/web/20110920082254/http://chtn.ir/WebForms/Fa/News/NewsInfo.aspx?ID=35857. بایگانی‌شده از اصلی در ۲۰ سپتامبر ۲۰۱۱. از پارامتر ناشناخته |ماه= صرف‌نظر شد (کمک); پارامتر |عنوان= یا |title= ناموجود یا خالی (کمک)
3. ↑  «پایگاه اطلاع‌رسانی مجله خانواده سبز». بایگانی‌شده از اصلی در ۱ مه ۲۰۰۸. دریافت‌شده در ۸ مه ۲۰۰۸.
4. ↑  «استاد محمد اسماعیل رضوانی محقق تاریخ مشروطه، کیهان فرهنگی، دی ۱۳۶۷ - شماره۵۸، صفحه۲». بایگانی‌شده از اصلی در ۸ فوریه ۲۰۰۸. دریافت‌شده در ۲۳ ژانویه ۲۰۰۸.
5. 1 2  «پرتال استان خراسان جنوبی». بایگانی‌شده از اصلی در ۶ ژانویه ۲۰۰۸. دریافت‌شده در ۲۲ ژانویه ۲۰۰۸.
6. ↑  لغت‌نامه دهخدا[پیوند مرده]
7. 1 2  «پایگاه اینترنتی مرکز آمار ایران». بایگانی‌شده از اصلی در ۱۴ نوامبر ۲۰۰۹. دریافت‌شده در ۲۲ ژانویه ۲۰۰۸.
8. ↑  «خراشاد در انتظار دهکده صنعتی» (PDF). روزنامه ایران. ۲۲ دی ۱۳۸۷.
9. ↑  روزنامه جام جم، ۳۰ فروردین ۱۳۸۶
10. 1 2 3  «روزنامه خراسان، شماره ۱۶۶۶۲, ۱۵ فروردین ۸۶». بایگانی‌شده از اصلی در ۴ مارس ۲۰۰۸. دریافت‌شده در ۲۳ ژانویه ۲۰۰۸.
11. ↑  «سایت رسمی خراشاد». بایگانی‌شده از اصلی در ۲۸ ژانویه ۲۰۰۸. دریافت‌شده در ۲۲ ژانویه ۲۰۰۸.
12. ↑  ایسنا، ۵ مهر ۱۳۹۳
13. ↑  «اداره کل اوقاف خراسان جنوبی، ۵ مهر ۱۳۹۳». بایگانی‌شده از اصلی در ۱۹ آوریل ۲۰۱۵. دریافت‌شده در ۱۸ آوریل ۲۰۱۵.
14. ↑  «صورتجلسات انجمن شهرستان بیرجند، ۱۳۵۴». استانداری خراسان -آرشیو ملی ایران، تهران، شناسه سند ۲۹۳/۱۳۶۴۹۸.[پیوند مرده]
15. ↑  «یک روز در خوابگاه مدرسه شبانه‌روزی خراشاد». روزنامه خراسان. ۱۳ خرداد ۱۳۸۸. بایگانی‌شده از اصلی در ۱۶ اوت ۲۰۱۱.
16. ↑  «پایگاه خبری خبرگزاری ایرنا». بایگانی‌شده از اصلی در ۴ ژوئن ۲۰۰۸. دریافت‌شده در ۸ مه ۲۰۰۸.
17. ↑  «پایگاه اطلاع‌رسانی شهر بیرجند». بایگانی‌شده از اصلی در ۲۱ آوریل ۲۰۱۱. دریافت‌شده در ۲۲ ژانویه ۲۰۰۸.
18. ↑  «روزنامه اطلاعات، ۸۶/۰۵/۱۸». بایگانی‌شده از اصلی در ۱۵ اوت ۲۰۱۱. دریافت‌شده در ۸ مه ۲۰۰۸.
19. ↑  «پایگاه خبری میراث آریا، پارچه بافی سنتی خراسان جنوبی در یک قدمی دریافت مهر اصالت». بایگانی‌شده از اصلی در ۲۰ سپتامبر ۲۰۱۱. دریافت‌شده در ۱۷ سپتامبر ۲۰۰۸.
20. ↑  ساسان قاسمی (۱۳۸۸). «گزارش سفر به خراسان جنوبی». معاونت هنرهای سنتی و صنایع دستی، سازمان میراث فرهنگی، صنایع دستی و گردشگری. از پارامتر ناشناخته |ماه= صرف‌نظر شد (کمک)[پیوند مرده]
21. ↑  «خبرگزاری صدا و سیما». بایگانی‌شده از اصلی در ۱۹ آوریل ۲۰۱۵. دریافت‌شده در ۱۸ آوریل ۲۰۱۵.
22. ↑  «مراکز درمانی». بایگانی‌شده از اصلی در ۲۴ آوریل ۲۰۰۸. دریافت‌شده در ۲۲ ژانویه ۲۰۰۸.

## نگارخانه

یکی از محلات خراشاد
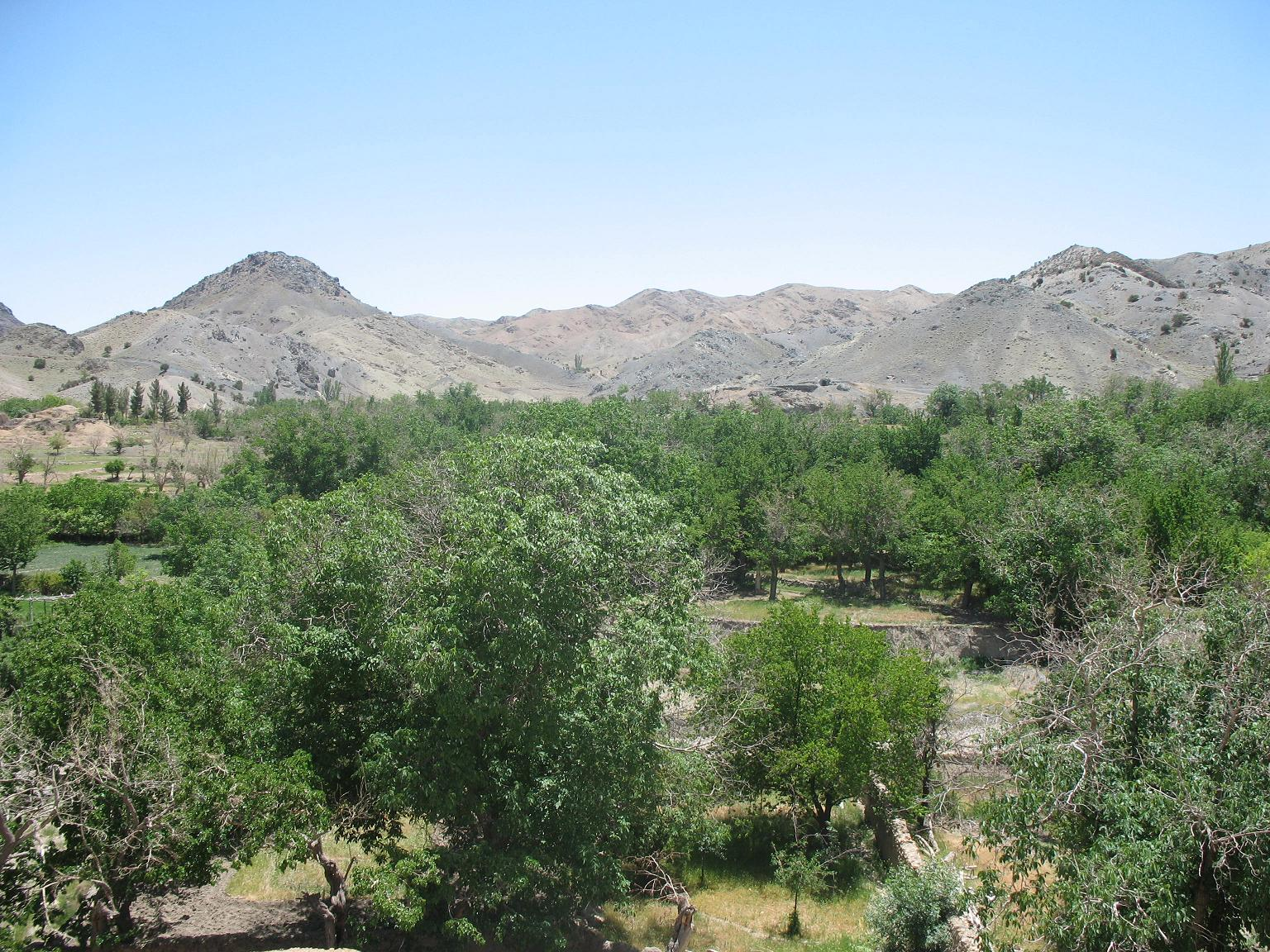
تصویری از مرکز خراشاد
تصویری از باغات خراشاد
یکی از محلات قدیمی خراشاد
ساخت و ساز در محلات جدید خراشاد
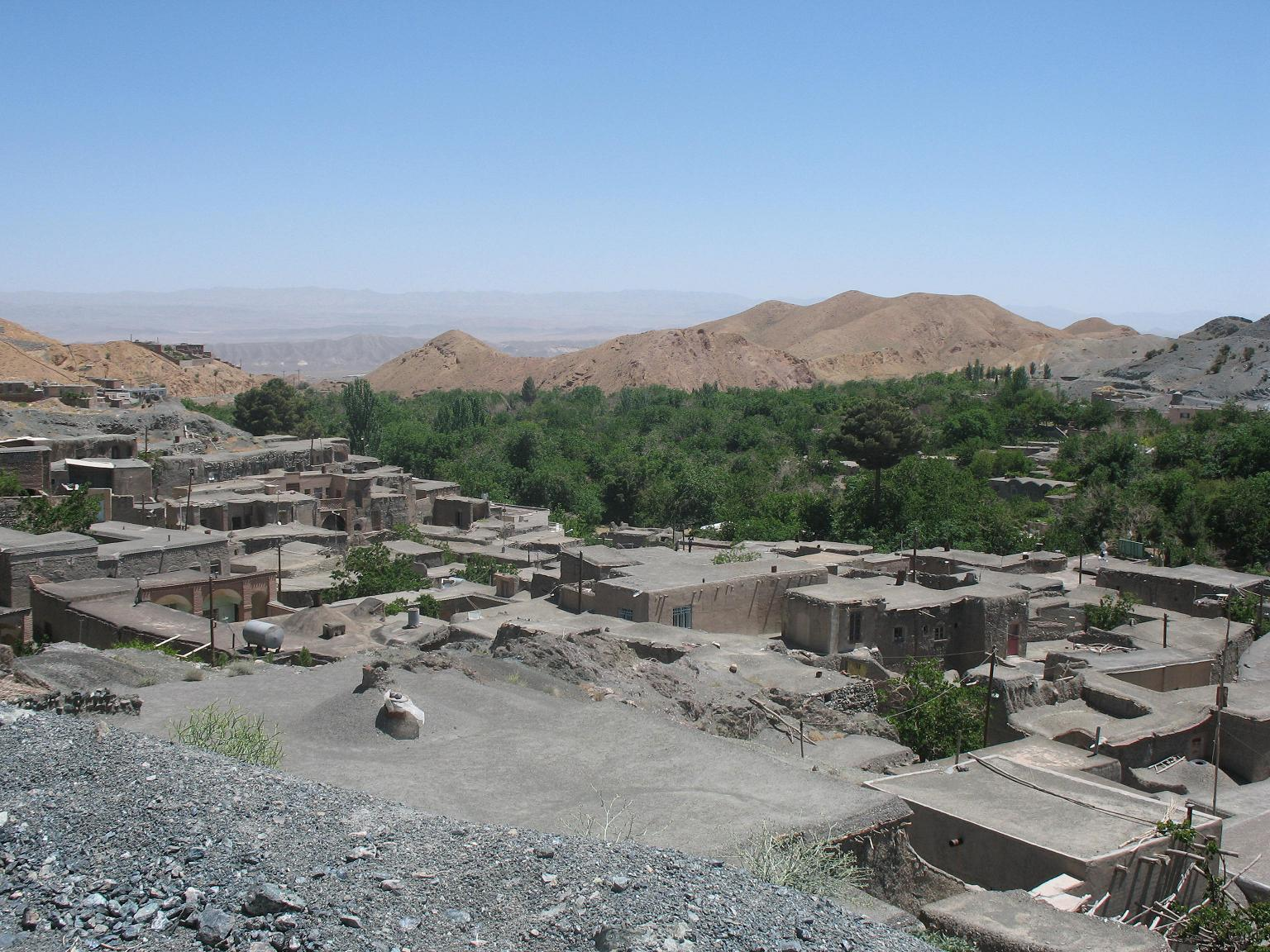
نمایی از خانه‌های مسکونی در یکی از محلات خراشاد
ادامه دره خراشاد به سمت شرق و دشت خراشاد
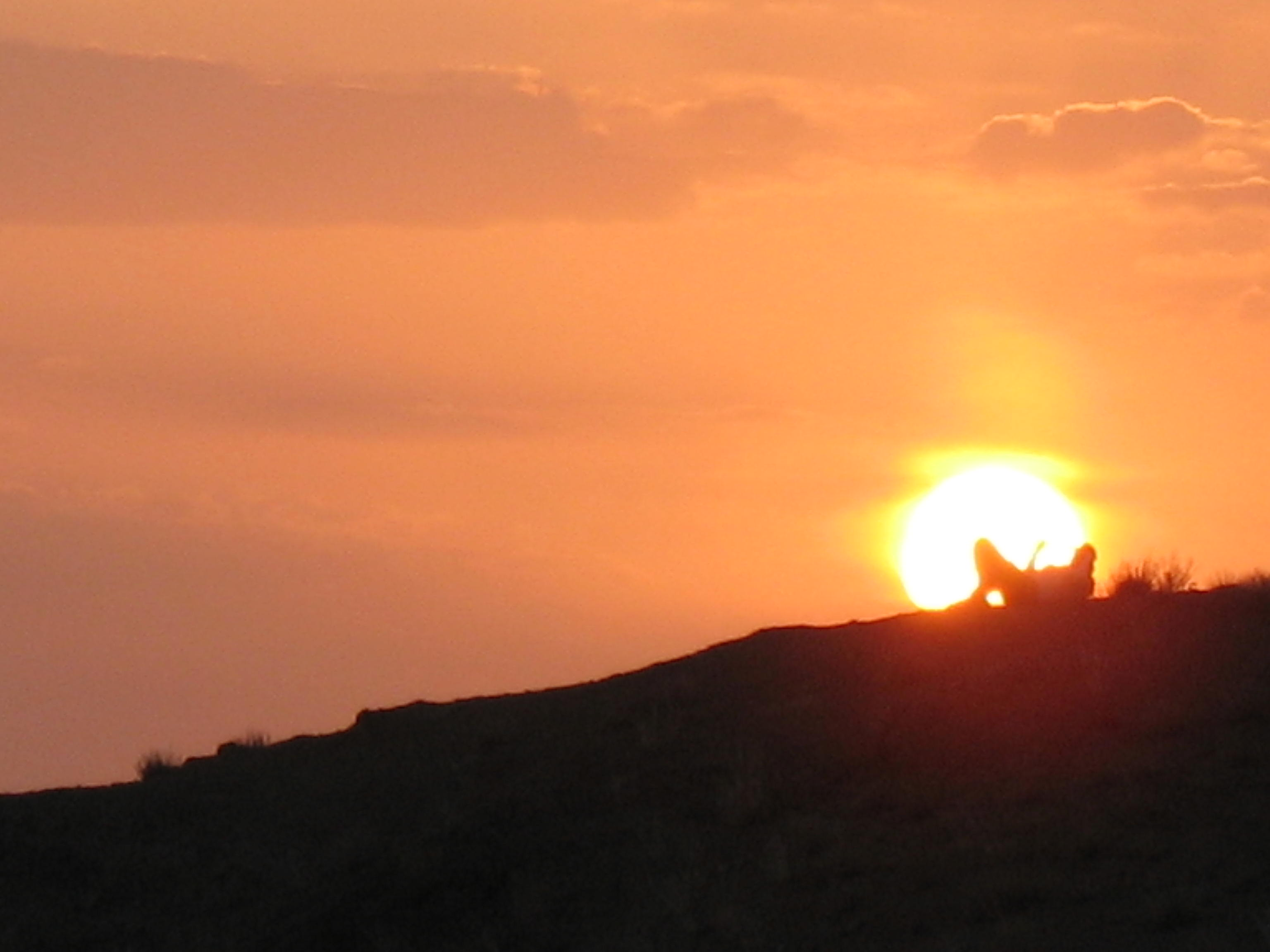
کشاورز خراشادی و غروب آفتاب